# Közönséges skorpiólégy
A közönséges skorpiólégy (Panorpa communis) a rovarok (Insecta) osztályának a csőrösrovarok (Mecoptera) rendjébe, ezen belül a skorpiólegyek (Panorpidae) családjába tartozó faj.

## Előfordulása
A közönséges skorpiólégy előfordulási területe Európa déli és középső részei.

## Megjelenése
A rovar hossza 22-24 milliméter. A közönséges skorpiólégy nevében a „skorpió” a hím hosszú farkának végén levő „tűre” utal; egyébként a farkát a skorpiókhoz hasonlóan felkunkorítja. Ezeknek ellenére ez a rovar ártalmatlan. A skorpiófarok valójában a nőstény megtartásához kell párzás közben.

## Életmódja
A köves helységeket és a sövényeseket választja élőhelyéül. Mindenevőként gyümölcsökkel és elpusztult rovarokkal táplálkozik. Táplálékának számottevő részét a pókok hálójából lopkodja ki.